# Tòa án Công lý Tối cao Colombia
Tòa án Công lý Tối cao Colombia (tiếng Tây Ban Nha: Corte Suprema de Justicia de Colombia) là tòa án cao nhất của quyền tài phán chung trong Cộng hòa Colombia. Trụ sở được đặt tại Tòa nhà Công lý ở Plaza de Bolívar ở Bogotá, D. C.
Trước hiến pháp năm 1991, ông đã phụ trách các chức năng mà ngày nay tương ứng với Tòa án Hiến pháp, nhưng với việc tạo ra sinh vật này bằng thư chính trị Colombia, ông đã phụ trách thực hiện chức năng chính của mình, đó là là tòa án tối đa của quyền tài phán thông thường. Nó bao gồm một số lượng lớn các thẩm phán được xác định theo luật, tại thời điểm hiện tại là hai mươi ba (23) thẩm phán, trong các giai đoạn tám (8) năm, được bầu bởi cùng một công ty từ danh sách hơn năm ứng cử viên, được gửi bởi Hội đồng tư pháp cấp trên. Hệ thống lựa chọn này theo truyền thống được gọi là hệ thống đồng lựa chọn.
Tòa án Công lý Tối cao là tòa án cao nhất của khu vực tài phán thông thường của Colombia. Như vậy, nó thống nhất luật pháp quốc gia và quyết định dứt khoát vụ kiện mà nó có kiến thức.

## Thẩm phán hiện tại
- Chủ tịch: José Luis Barceló

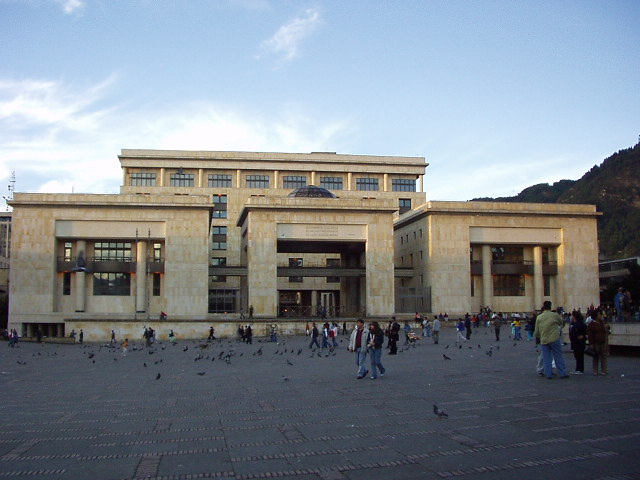
Cung Tòa án

- Phó Chủ tịch: Álvaro Fernando García Restrepo

### Phòng giám đốc thẩm dân sự và nông nghiệp
- Chủ tịch: Aroldo Wilson Quiroz
- Ariel Salazar Ramírez
- Luis Armando Tolosa Villabona
- Margarita Cabello Blanco
- Álvaro Fernando García Restrepo
- Luis Alonso Rico Puerta
- Octavio Augusto Tejeiro Duque

### Phòng giám đốc lao động
- Chủ tịch: Fernando Castillo Cadena
- Jorge Mauricio Burgos
- Rigoberto Echeverri Bueno
- Clara Cecilia Dueñas Quevedo
- Luis Gabriel Miranda Buelvas
- Jorge Luis Quiroz
- Gerardo Botero Zuluaga

### Phòng giám đốc thẩm phán
- Chủ tịch: Luis Antonio Hernández Barbosa
- Eyder Patiño Cabrera
- Luis Guillermo Salazar Otero
- Fernando Alberto Castro Caballero
- Gustavo Malo Fernández
- Patricia Salazar Cuéllar
- José Francisco Acuña Vizcaya
- José Luis Barceló Camacho
- Eugenio Fernández Carlier